# Susleni, Orhei
Susleni este un sat din raionul Orhei, Republica Moldova. În localitate activează Instituția Publică Gimnaziul „Vasile Lupu” (fosta școală medie nr. 1), gimnaziul (fosta școală medie nr. 2) și o grădiniță. Comuna are două biserici, datând din 1898: biserica „Adormirea Maicii Domnului” (din jos, hram 15/28 august), unde este paroh Protoiereul Neonil Cocu și biserica „Minunea din Colose a Arhanghelului Mihail” (din sus, hramul pe 6/19 septembrie), unde este paroh părintele Octavian Cocu.

## Istoric

### Arheologie
Spre deosebire de alte localități orheiene ca, spre exemplu, Butuceni, Trebujeni, Ivancea, Seliște, Lucășeuca, Lopatna, Jorile, Mârzești ș.a., unde în rezultatul investigațiilor arheologice de mai mulți ani au fost depistate numeroase urme de vechi așezări omenești, satul Susleni și împrejurimile lui nu s-au bucurat încă de cercetări sistematice și minuțioase. Aceasta, însă, nu înseamnă nicidecum că locurile acestea, cu condiții naturale deosebit de prielnice vieții omului, n-au fost valorificate. Conform unui sondaj arheologic efectuat de Oleg Levițki materialele colectate pe vatra satului datează din eneolitic (mileniile IV-III î.Hr.).
Pe partea stângă a drumului ce leagă satele Susleni și Trebujeni, în locul numit Fântâna Joei, în anul 1959 s-au descoperit vestigii care atestă o așezare getică din secolele IV-III î.Hr. Ea se întindea de-a lungul drumului cu orientare nord-sud, având o lungime de 380 m și o lățime de 140 m. Tot aici, în 1961, au fost găsite fragmente ceramice atribuite purtătorilor culturilor Poienești-Lucășeuca (sf. sec. III - înc. sec. II î.Hr.) și Sântana de Mureș-Cerneahov (sec. III-IV d.Hr:). 
Îndepărtații strămoși ai suslenenilor au trăit de multe ori vremuri de restriște, mai ales în timpul migrației diferitor triburi și popoare. Trezindu-se sub tăvălugul nimicitor al năvălitorilor, ei erau siliți să-și adăpostească familiile în adâncimea codrilor și reveneau la casele lor doar după ce veneticii părăseau localitatea.
Pe moșia satului este o movilă din pământ care, după părerea regretatului arheolog și istoric, Ion Hâncu, reprezintă un mormânt al cetelor de nomazi ce au hoinărit prin aceste locuri în sec. III. Movila funerară se află la 4 km Vest de Susleni, la hotarul dintre moșia satului și cea a Berezlogilor, în stânga șoselei Orhei - Susleni. Localnicii numesc acest monument arheologic La Movilă. În prezent, terasamentul movilei este practic aplatizat de lucrările agricole anuale, înălțimea ei nedepășind 1 m. față de restul terenului.

### Atestare
Relativ la vechimea Susleniului, se impune precizarea că până în veacul al XVI-lea nu poate fi vorba de o zi anume când a luat ființă acest sat, pentru că avem de-a face cu un fenomen de durată. Prima mențiune documentară a satului, în anul 1587, nu înseamnă că el apare odată cu certificarea actului, ci că aceasta este doar o constatare a faptului că, pe atunci, satul exista deja, iar utilizarea formulei „după hotarul, vechiu, pe unde din veac au folosit" dovedește o situație anterioară emiterii hrisovului domnesc.
În edițiile bibliografice întemeierea satului Susleni este cronologizată astfel:
„Atestat documentar în anul 1447” - Dicționar statistic al Republicii Moldova 
„Atestat la 18 martie 1494 cu denumirea Chiuleni” - Vladimir Nicu, Localitățile Moldovei în documente și cărți vechi; Dicționar enciclopedic moldovenesc. 
„Menționat documentar în 1587” - Enciclopedia Sovietică Moldovenească.
După cum se poate observa, ne confruntăm cu o chestiune încurcată, deoarece afirmațiile de mai sus, fiind diametral opuse, oferă mai multe întrebări decât răspunsuri. Pentru a ne orienta mai bine în aceste labirinturi, vom căuta, pe baza unei analize atente a documentelor, să stabilim adevărata dată a apariției satului.
Versiunea că anul primei atestări documentare a Suslenilor ar fi 1447, așa cum este fixat în Dicționarul statistic al Republicii Moldova (DSRM), trebuie combătută, ea fiind surprinzătoare prin lipsa oricărei prudențe științifice cu care s-a făcut această constatare. Editorii DSRM s-au bizuit pe uricul lui Ștefan cel Mare din 14 ianuarie 1447, potrivit căruia voievodul întărește panului Șandro (Alexandru, Șandru, Șandre) spătar mai multe sate pe Nistru, inclusiv satul Vișneuți. Un indiciu mai sigur pentru localizarea satului Vișneuți este fluviul Nistru, pe când satul Susleni, după cum rezultă din actul pe care îl vom examina puțin mai jos, este situat de-a lungul pârâului Voloaca, ce străbate satul în direcția nord-sud.
Este confuză și eronată, de asemenea, constatarea cercetătorului chișinăuian Vladimir Nicu, precum că satul Susleni apare pe arena istorică la 18 martie 1494 sub denumirea Chiuleni. Drept argument pentru această dată este adus uricul lui Ștefan cel Mare emis la Suceava, prin care domnul Moldovei întărește lui Sima (Sema) Gureș lui Necora și fraților lui, Morzinco, Roman și Cristina, satele de pe apa Răutului, anume Miciulenii, Peticenii și Chiulenii, din privilegiul lui Alexandru voievod și pe Nistru, satele Samoleuca și Tilișeuca, cu toate prisăcile, cumpărate cu 170 „lei" tătărești de la Ivan (Oană) Popșa și Moișa (Moișe) Filosoful. De asemenea, documentul de la 18 martie 1494 este un fals evident, atât după formular (greșit, de la început până la sfatul domnesc inclusiv, care nu corespunde decât în parte datei documentului și este incomplet și foarte corupt la nume). Mistificatorul a pornit de la documentul autentic din 17 martie 1495 (7003), adăugând celor doi beneficiari și din actul respectiv (Sima Gure și Nicoară Ciocârlie) alte trei nume și schimbând obiectul întăririi domnești (satul Sârbi din documentul autentic a fost înlocuit cu numele altor trei sate).
Astfel, prima atestare sigura a satului datează din 1587:
„Din mila lui Dumnezeu, Io Petru voievod, domn al Țării Moldovei. Facem cunoscut cu aceasta carte a noasta, tuturor celor ce o vor vedea sau o vor auzi cetindu-se, că aceste adevărate slugi: Țigan și Ion Sulă păhărnicel și Toader și Petrea ... au venit înaintea noasta și înaintea boierilor noștri moldoveni, cu mare jeluire și cu mare mărturie și cu megieși de prin prejur, spunând că privilegiul de întărire, ce au avut ei dela Petru voevod cel Bătrân și dela Iliaș voevod, fiul lui Petru voevod, pe un loc de pustie anume Suslenii, pe Voloaca, dinspre răsărit ... Voloacai, ce este la fântâna lui dinspre Vorodiște, acele ispisoace au ars ... când le-a ars casa.

...

Scris în Iași, în anul 7096 <1587>, Septembrie 6.”
Între anii 1918 și 1929 satul era reședința plășii Susleni din județul Orhei.

## Administrație și politică
Componența Consiliului local Susleni (13 consilieri), ales la 5 noiembrie 2023, este următoarea:
|  | Partid                                            | Consilieri | Componență | Componență | Componență | Componență | Componență | Componență |
|  | ------------------------------------------------- | ---------- | ---------- | ---------- | ---------- | ---------- | ---------- | ---------- |
|  | Partidul Acțiune și Solidaritate                  | 6          |            |            |            |            |            |            |
|  | Coaliția pentru Unitate și Bunăstare              | 3          |            |            |            |            |            |            |
|  | Partidul „Renaștere”                              | 3          |            |            |            |            |            |            |
|  | Alianța Liberalilor și Democraților pentru Europa | 1          |            |            |            |            |            |            |

## Personalități

### Născuți în Susleni
- Vasile Harea (1895–1987), profesor și publicist, deputat în Sfatul Țării
- Fiodor Karin (1896–1937), agent de informații și comisar sovietic
- Gheorghe Cunescu (1914–1995), preot, publicist, scriitor, critic literar și istoric literar
- Mihail Garaz (1930–1990), poet, publicist și prozator
- Vladimir Curbet (1930–2017), maestru de balet, conducătorul ansamblului de dansuri populare „Joc”

### Au locuit în Susleni
- Vladimir Stângaciu (1907–2002), general de aviație în Armata Română
- Iurie Sadovnic (1951–2021), compozitor, cantautor, artist emerit al Republicii Moldova

## Vezi și
- Raionul Susleni